# Prothèse testiculaire
Les prothèses testiculaires sont en plastique, de forme ovoïde, et implantées dans le scrotum.
Celles-ci fournissent l'apparence et la sensation des testicules et préviennent le rétrécissement du scrotum.

## Référence
1. ↑  Wolf-Bernhard SCHILL, Frank COMHAIRE et Timothy B. HARGREAVE, Traité d'andrologie à l'usage des cliniciens, Springer Paris, 3 juillet 2008, 644 p. (ISBN 978-2-287-72080-2, lire en ligne), p. 619

## Crédit de traduction
- (en) Cet article est partiellement ou en totalité issu de l’article de Wikipédia en anglais intitulé « Testicular prostheses » (voir la liste des auteurs).